# Королевские регалии Шотландии

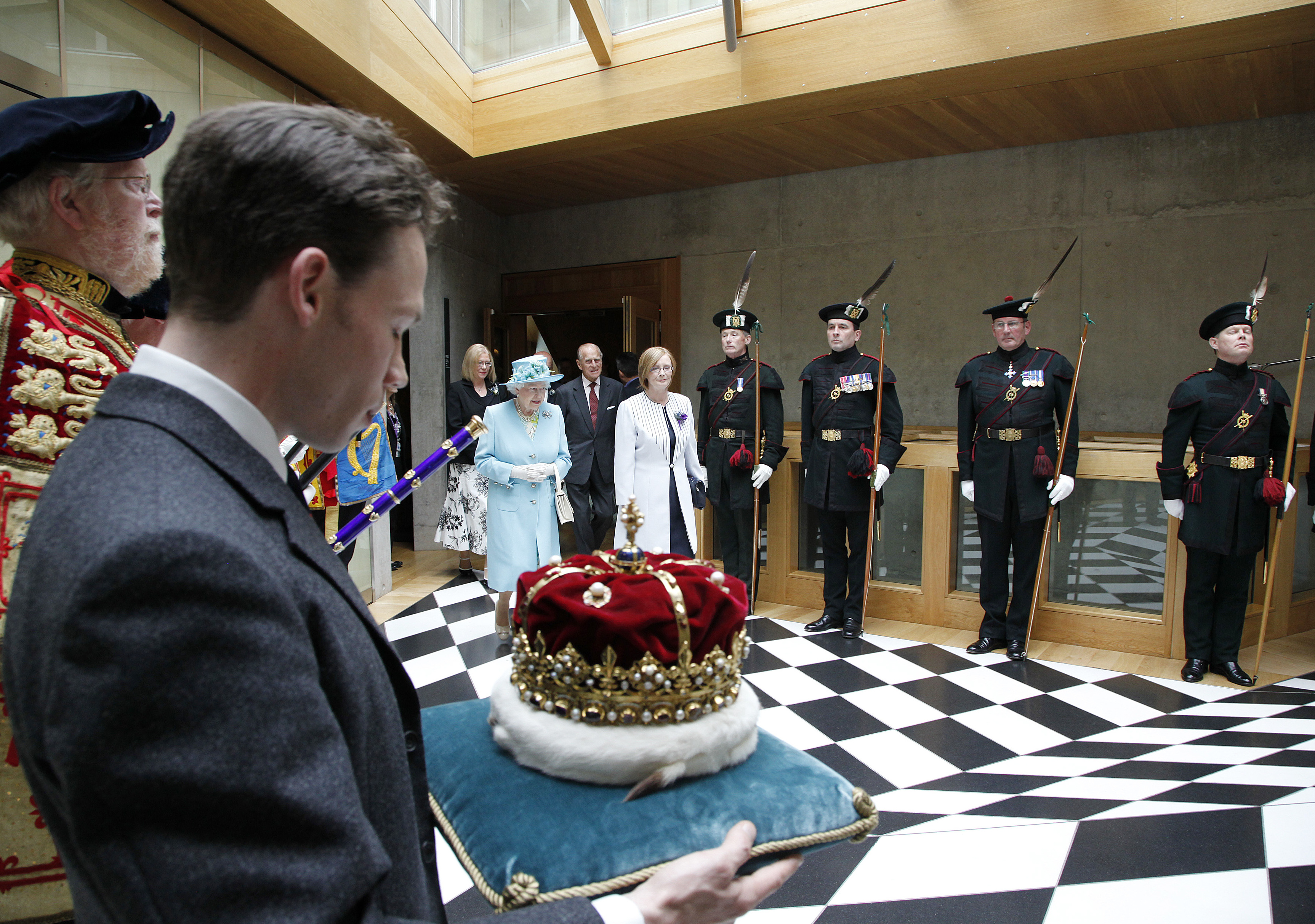
Корона Шотландии во время открытия сессии парламента Шотландии в 2011 году

Королевские регалии Шотландии (скотс Honours o Scotland гэльск. Seudan a' Chrùin Albannaich),, также неофициально известные как Драгоценности шотландской короны — регалии, использовавшиеся шотландскими монархами во время коронации. Хранятся в Королевской комнате Эдинбургского замка, датируются  XV и XVI веками и являются старейшим сохранившимся комплектом королевских регалий на Британских островах.
Комплект этих регалий использовался для коронации шотландских монархов, начиная с Марии Стюарт, в 1543 году и до Карла II в 1651 году. Начиная с личной унии 1603 года и вплоть до Союза 1707 года регалии присутствовали на заседаниях парламента Шотландии, обозначая тем самым присутствие монарха и признание им власти парламента. По меньшей мере с XVI века монарх (или лорд-верховный комиссар обозначал предоставление королевской санкции, касаясь во время заседания парамента скипетром отпечатанного экземпляра итогового Акта парламента.
После заключения в 1707 году унии, регалии были заперты в сундуке в Эдинбургском замке, а королевские регалии Англии продолжали использоваться британскими монархами как королевские регалии Соединённого Королевства. Регалии были обнаружены в 1818 году и с тех пор выставлены на всеобщее обозрение в Эдинбургском замке. Регалии использовались на государственных мероприятиях, включая визит Георга IV в 1822 году, первый визит в Шотландию в качестве монарха Елизаветы II в 1953 году и национальную службу благодарения Карлу III в 2023 году. Корона Шотландии присутствует на каждой церемонии открытия шотландского парламента.
Регалии Шотландии включают в себя корону Шотландии, скипетр и государственный меч. Золотая корона была изготовлена в Шотландии и в её нынешнем виде датируется 1540 годом. Меч и скипетр были изготовлены в Италии в качестве подарков Якову IV от папы. Регалии также присутствуют на гербе Шотландии и на шотландской версии герба Соединённого королевства, где красный лев короля Шотландии изображён в короне, держащим меч и скипетр. Коронационные мантии, пара шпор, кольцо и короны консортов также были частью шотландских регалий, но они не сохранились до нашего времени. Золотая ампула Карла I, в которой в 1633 году хранилось масло для миропомазания во время его коронации, теперь принадлежит Национальному музею Шотландии.
В Королевской комнате Эдинбургского замка также хранятся Меч Елизаветы, серебряный позолоченый жезл, Драгоценности Стюартов XVII (добавленные в 1830 году) и Драгоценности Лорна, завещанные Шотландии принцессой Луизой, герцогиней Аргайл, в 1939 году.